# Se mi lasci ti cancello
Se mi lasci ti cancello (Eternal Sunshine of the Spotless Mind, lett. "Infinita letizia della mente candida") è un film del 2004 diretto da Michel Gondry con protagonisti Jim Carrey e Kate Winslet.
La sceneggiatura, vincitrice dell'Oscar 2005, è opera di Charlie Kaufman, che conferma la sua inclinazione per i film di impianto "psicologico" e visionario come dimostrano altri film come Essere John Malkovich, Il ladro di orchidee e Confessioni di una mente pericolosa.
Il film è stato un successo sia di pubblico che di critica ed è stato inoltre inserito nella lista dei cinquecento migliori film di sempre della rivista Empire alla posizione 73. La critica cinematografica lo ha classificato come uno dei film più belli del XXI secolo.
Il titolo originale, Eternal Sunshine of the Spotless Mind, è stato ripreso da un verso dell'opera Eloisa to Abelard (1717) del poeta inglese Alexander Pope (già citata in un altro film di Kaufman, Essere John Malkovich). Alcuni versi della poesia vengono inoltre citati all'interno del film (a destra è di seguito riportata la traduzione dell'edizione italiana del film):

## Trama
Joel Barish e Clementine Kruczynski si incontrano per caso sulla spiaggia di Montauk, New York, e lungo il tragitto in treno verso Rockville Centre iniziano a costruire una relazione. Tuttavia nessuno dei due sa che entrambi sono stati insieme per due anni, e dopo l'ennesimo litigio, qualche giorno prima, avevano deciso di lasciarsi. Clementine si era quindi rivolta alla clinica Lacuna, società diretta dal dottor Howard Mierzwiak, che è in grado di cancellare ricordi specifici dalla mente di una persona. La donna ha deciso di far cancellare Joel dalla sua mente, eliminando così tutti i ricordi legati alla loro storia d'amore. Quando Joel la cerca, Clementine non ricorda assolutamente chi sia lui. Intanto viene corteggiata da Patrick, un tecnico della Lacuna che sta usando i suoi ricordi passati insieme agli oggetti che Joel le aveva regalato per conquistarla. Joel scopre l'esistenza della Lacuna e sceglie anche lui di far cancellare Clementine dalla sua mente, consegnando al personale della clinica tutti gli oggetti in qualche modo collegati alla loro relazione. Due tecnici della Lacuna (tra cui Patrick) si recano all'appartamento di Joel per effettuare la cancellazione, un processo lungo un'intera notte; anche Mary, la ragazza di Stan, che lavora anche lei alla Lacuna, si aggiunge ai due, mentre poco dopo Patrick abbandona l'appartamento per recarsi da Clementine, che ha avuto una crisi di nervi. Stan e Mary rimangono da soli a sorvegliare la macchina, ma passano la nottata bevendo, fumando e scambiandosi effusioni.
La mattina stessa Joel, in vista dell'intervento di cancellazione della sera, si era sottoposto a una mappatura della sua mente osservando gli oggetti legati alla sua relazione con Clementine, ma non si era concentrato abbastanza, così la sera sente parlare Stan e Patrick durante la cancellazione, mentre la sua mente è ancora attaccata alla realtà. Seguendo la mappatura effettuata nel giorno precedente dei ricordi di Joel, la macchina inizia a cancellare i ricordi ma a questo punto Joel si rende conto di non voler più cancellare Clementine dalla sua mente e oppone resistenza alla procedura, tentando di nascondere la sua amata al di fuori dei ricordi mappati il giorno precedente, nel disperato tentativo di non dimenticarla. La resistenza di Joel provoca il fallimento della procedura e Stan e Mary sono perciò obbligati a chiamare Howard per farsi aiutare. Mentre Howard riesce a far tornare il processo alla normalità, Mary non può più nascondere un'infatuazione per lui e lo bacia. In seguito all'arrivo della furibonda moglie di Howard, che era andata a controllare se effettivamente il marito fosse al lavoro, Mary scopre di essersi lei stessa sottoposta alla procedura per dimenticare una precedente storia con Howard.
Joel scopre di non poter fermare il processo ma, prima che il suo ultimo ricordo di Clementine (in una casa sulla spiaggia di Montauk, dove si erano conosciuti due anni prima durante una festa organizzata da amici comuni) venga cancellato, lei dice di amarlo e lo invita a cercarla nella cittadina marittima. All'alba i suoi ricordi su Clementine sono completamente cancellati e al suo risveglio non la ricorda più. Quel giorno, festa di san Valentino, decide di disertare il lavoro e di prendere invece un treno per Montauk, dove incontra Clementine e dove la narrazione aggancia la prima scena del film. Lo stesso giorno Mary lascia il suo lavoro e ruba dall'archivio della Lacuna le informazioni dei clienti della clinica, intenzionata a spedirle per posta ai diretti interessati. La mattina del 16 febbraio, tornati in città dopo una notte sul fiume Charles ghiacciato, Joel porta Clementine a casa di lei per prendere il suo spazzolino perché lei possa seguirlo nel suo appartamento. In assenza di Clementine incontra Patrick che è lì per riprendere il corteggiamento e si domanda perché Joel sia di nuovo lì da lei.
In casa Clementine trova una cassetta della Lacuna nella sua posta e l'ascolta nella macchina di Joel; entrambi sentono tutte le critiche di lei su di lui, il che induce Joel a pensare che lei stia giocando con i suoi sentimenti. Joel la obbliga a scendere dalla macchina e a lasciarlo solo. Patrick tenta di avvicinare Clementine ma lei, urlandogli contro, pone fine alla loro possibile relazione. Clementine va allora a casa di Joel dove lo trova con la sua registrazione della Lacuna, mentre tiene in mano un disegno realizzato nella loro precedente relazione ma che lui non aveva consegnato. Entrambi capiscono la verità sul loro passato: pur sapendo che una nuova relazione potrebbe finire per gli stessi motivi che avevano registrato sui nastri e che le differenze potrebbero rivelarsi insostenibili, decidono di provare comunque a continuare a vivere felici insieme. L'ultima scena mostra un ricordo di loro due che passeggiano sulla spiaggia di Montauk.

## Colonna sonora
La colonna sonora del film è stata pubblicata dall'etichetta Hollywood Records il 16 marzo 2004 per il mercato statunitense e il 19 aprile 2004 per il Regno Unito. La seconda traccia Mr. Blue Sky, presente tra le tracce dell'album, non è inclusa nel film ma è stata utilizzata nei trailer.

### Tracce
1. Jon Brion – Theme – 2:24 (musica: Jon Brion)
2. Electric Light Orchestra – Mr. Blue Sky – 5:03 (Jeff Lynne; edizioni musicali EMI Blackwood Music Inc.)
3. Jon Brion – Collecting Things – 1:13 (musica: Jon Brion)
4. The Polyphonic Spree – Light & Day – 3:02 (musica: Tim DeLaughter; edizioni musicali Blue Newton Echo Music)
5. Jon Brion – Bookstore – 0:52 (musica: Jon Brion)
6. The Polyphonic Spree – It's The Sun (KCRW Morning Becomes Eclectic Version) – 5:33 (musica: Tim DeLaughter; edizioni musicali Blue Newton Echo Music)
7. Lata Mangeshkar – Wada Na Tod – 5:54 (musica: Rajesh Roshan; edizioni musicali Universal-Polygram International Publishing, Inc., Universal Music India Ltd.)
8. Jon Brion – Showtime – 0:55 (musica: Jon Brion)
9. Beck – Everybody's Gotta Learn Sometimes – 5:54 (musica: James Warren; edizioni musicali Intersong-U.S.A., Inc, Warner/Chappell Music)
10. Jon Brion – Sidewalk Flight – 0:31 (musica: Jon Brion)
11. Don Nelson – Some Kinda Shuffle – 2:10 (musica: Don Nelson; edizioni musicali Don Nelson publishing designee)
12. Jon Brion – Howard Makes It All Go Away – 0:14 (musica: Jon Brion)
13. The Willowz – Something – 2:24 (musica: Richie Eaton; edizioni musicali Richie James Music)
14. Jon Brion – Postcard – 0:24 (musica: Jon Brion)
15. The Willowz – I Wonder – 2:56 (musica: Richie Eaton; edizioni musicali Richie James Music)
16. Jon Brion – Peer Pressure – 1:12 (musica: Jon Brion)
17. Jon Brion – A Dream Upon Waking – 3:36 (musica: Jon Brion)
18. Jon Brion – Strings That Tie To You – 2:33 (musica: Jon Brion)
19. Jon Brion – Phone Call – 1:03 (musica: Jon Brion)
20. Don Nelson – Nola's Bounce – 1:56 (musica: Don Nelson; edizioni musicali Don Nelson publishing designee)
21. Jon Brion – Down The Drain – 0:56 (musica: Jon Brion)
22. Jon Brion – Row – 0:59 (musica: Jon Brion)
23. Jon Brion – Drive In – 2:19 (musica: Jon Brion)
24. Jon Brion – Main Title – 1:23 (musica: Jon Brion)
25. Jon Brion – Spotless Mind – 1:12 (musica: Jon Brion)
26. Jon Brion – Elephant Parade – 0:26 (musica: Jon Brion)

## Distribuzione

### Edizione italiana
Il film è stato distribuito in Italia dalla Eagle Pictures. Il titolo italiano è stato fortemente criticato in quanto non richiama quello originale - traducibile come "L'eterno splendore della mente immacolata" - facendo apparire la pellicola come una classica commedia americana, strategia adottata anche nel trailer americano originale. La pellicola è stata in seguito distribuita in edizione DVD con il titolo Eternal Sunshine of the Spotless Mind - Se mi lasci ti cancello, riprendendo quindi il titolo originale e con il titolo italiano, ormai registrato, in caratteri di minore dimensione. Uscì nelle sale statunitensi il 19 marzo 2004 e in Italia il 22 ottobre dello stesso anno.

## Riconoscimenti
- 2005 - Premio Oscar
  - Miglior sceneggiatura originale a Charlie Kaufman, Michel Gondry, Pierre Bismuth
  - Candidatura per la Miglior attrice protagonista a Kate Winslet
- 2005 - Golden Globe
  - Candidatura per il Miglior film commedia o musicale
  - Candidatura per il Miglior attore in un film commedia o musicale a Jim Carrey
  - Candidatura per la Migliore attrice in un film commedia o musicale a Kate Winslet
  - Candidatura per la Miglior sceneggiatura a Charlie Kaufman, Michel Gondry, Pierre Bismuth
- 2005 - BAFTA
  - Miglior sceneggiatura originale a Charlie Kaufman, Michel Gondry, Pierre Bismuth
  - Miglior montaggio a Valdís Óskarsdóttir
  - Candidatura per il Miglior film
  - Candidatura per il Miglior attore protagonista a Jim Carrey
  - Candidatura per la Migliore attrice protagonista a Kate Winslet
  - Candidatura per il Miglior regista a Michel Gondry

- 2005 - Grammy Award
  - Candidatura per la Miglior colonna sonora di un film, programma televisivo o altro media visuale a Jon Brion
- 2005 - Kansas City Film Critics Circle Awards
  - Miglior sceneggiatura originale
- 2004 - Las Vegas Film Critics Society
  - Miglior attrice a Kate Winslet
  - Miglior sceneggiatura
- 2004 - National Board of Review
  - Miglior sceneggiatura originale
- 2005 - Satellite Award
  - Candidatura per la Migliore attrice in un film commedia o musicale a Kate Winslet
  - Candidatura per il Miglior attore in un film commedia o musicale a Jim Carrey
  - Candidatura per i Migliori effetti visivi a Michele Ferrone e Louis Morin
- 2005 - Saturn Award
  - Miglior film di fantascienza
- 2005 - Screen Actors Guild Award
  - Candidatura per la Miglior attrice cinematografica a Kate Winslet

## Influenza culturale
Nel 2020 la cantante americana Halsey ha pubblicato il suo terzo album in studio Manic, all’interno del quale fa più riferimento al film, con una conversazione tra i due protagonisti alla fine della traccia Ashley, e con la traccia Clementine scritta dal punto di vista della protagonista del film.
Nel 2024 la cantante americana Ariana Grande rende tributo al film, intolando il suo settimo album in studio Eternal Sunshine, in riferimento al titolo originale del film. I videoclip delle canzoni yes, and? e we can't be friends (wait for your love) contengono dei rimandi al lungometraggio.